# Rômulo Rippa
Rômulo Luis de Lima Ripa (Santa Rita do Passa Quatro, 5 de maio de 1989) é um administrador público e político brasileiro, atual prefeito reeleito para o segundo mandato em Porto Ferreira. Foi vereador por 2 mandatos consecutivos na mesma cidade. É vencedor do prêmio Sebrae Prefeito Empreendedor Mário Covas (estadual) de 2019 e do XI Prêmio Sebrae Prefeito Empreendedor (nacional) na categoria Marketing Territorial e Setores Econômicos de 2022.

## Biografia
Administrador público formado pela Unesp de Araraquara, com mestrado em Gestão Pública pela Fundação Getúlio Vargas, iniciou sua trajetória política em 2008, quando foi eleito o vereador mais jovem da história de Porto Ferreira com 922 votos pelo Partido da Social Democracia Brasileira (PSDB). Participou da fundação do diretório municipal do Partido Social Democrático (PSD), agremiação pela qual se reelegeu vereador com 1.476 votos, o segundo vereador mais votado na ocasião.
Durante seus anos na Câmara Municipal, ficou conhecido por ser um defensor de medidas anticorrupção, combate de privilégios na gestão pública municipal e atos de improbidade administrativa.
Nas eleições de 2016, se candidatou pela primeira vez para o cargo de chefe do executivo municipal. Foi eleito prefeito mais jovem da história de Porto Ferreira com 11.270 votos, pela coligação Somos Todos Porto Ferreira. Nas eleições de 2020, foi reeleito para o cargo com 15.728 votos, pela coligação Porto Ferreira: Nossa Terra, Nosso Futuro.

## Gestão 2017-2020
À frente da gestão municipal, extinguiu mais de 100 cargos de confiança, aplicando a revisão de contratos públicos, pagando dívidas históricas e, o principal, recuperando a credibilidade do poder público. Também aprovou um pacote de investimentos no valor de R$26 milhões, o que permitiu o início da construção de obras aguardadas, como a Ponte sobre o córrego Santa Rosa, recapeamento de mais de 10 bairros da cidade e a urbanização do Jardim Anésia 2. 
Em 2019, foi indicado ao prêmio Sebrae Prefeito Empreendedor na categoria Políticas Públicas para o Desenvolvimento dos Pequenos Negócios com o projeto Desenvolve Porto Ferreira.

## Desempenho em eleições
| Ano  |  | Eleição                               | Coligação                            | Partido | Cargo    | Votos  | Resultado |
| ---- |  | ------------------------------------- | ------------------------------------ | ------- | -------- | ------ | --------- |
| 2008 |  | Eleições municipais no Brasil em 2008 | PRP / PSDB                           | PSD     | Vereador | 922    | Eleito    |
| 2012 |  | Eleições municipais no Brasil em 2012 | PV / PSD                             | PSD     | Vereador | 1.476  | Eleito    |
| 2016 |  | Eleições municipais no Brasil em 2016 | PRB / PP / PHS / PSD                 | PSD     | Prefeito | 11.270 | Eleito    |
| 2020 |  | Eleições municipais no Brasil em 2020 | PP / PDT PTB / PODE / PSB / PV / PSD | PSD     | Prefeito | 15.728 | Eleito    |